# Prowincja Varese
Prowincja Varese (wł. Provincia di Varese) – prowincja we Włoszech. 
Nadrzędną jednostką podziału administracyjnego jest region (tu: Lombardia), a podrzędną jest gmina.
Liczba gmin w prowincji: 141.

## Geografia
Prowincja Varese jest najbardziej na północny zachód wysuniętą prowincją Lombardii. Północna granica prowincji jest jednocześnie częścią granicy włosko-szwajcarskiej. Od południa graniczy z wydzielonym miastem Mediolan. Od wschodu graniczy z prowincjami Como oraz Monza i Brianza. Od zachodu graniczy z prowincją Novara.

## Gospodarka
Gospodarka prowincji opiera się głównie na rolnictwie - chów kóz, z mleka których wyrabiane są sery, oraz na turystyce - w związku z bliskim sąsiedztwem miasta Mediolan. Prowincja znana jest także z produkcji szparagów, winogron, wiśni i miodu.

## Polityka
W prowincji Varese urodził się w 1941 roku Umberto Bossi, który na obszarze prowincji założył w 1986 roku Ligę Lombardzką, która z czasem stała się częścią Ligi Północnej, eurosceptycznej partii we Włoszech.